# Schorlomite
La schorlomite (simbolo IMA: Slo), nota anche come ferrotitanite o ivaarite o iiwaarite, è un minerale e un nesosilicato molto raro del supergruppo del granato e del gruppo della schorlomite con la composizione chimica Ca3Ti2Fe3+2SiO12.

## Etimologia e storia
La prima descrizione scientifica della schorlomite risale al 1846 e il luogo esatto della sua scoperta non è stato tramandato. Charles Upham Shepard, professore di chimica presso il Medical College della Carolina del Sud, ricevette i campioni dal reverendo E.R. Beadle, che si dice li abbia raccolti durante un viaggio attraverso la regione di Hot Springs. In primo luogo, Shepard fu in grado di descrivere tre nuovi minerali oltre al diamante: l'arkansite, che era già nota come brookite, l'ozarkite, che è thomsonite-Ca, e un minerale nero, fortemente lucido, che chiamò schorlomite a causa della sua somiglianza con la sciorlite.
Le prime analisi chimiche di questi schorlomiti provengono da Whitney (1849) e Carl Rammelsberg (1850). Hanno identificato la schorlomite come un silicato di Ca-Fe-Ti.
Due anni dopo, nel 1852, un minerale simile fu descritto nel complesso di Iivaara (in Finlandia) con il nome di iivaarite e nel 1877 di schorlomite proveniente dal Kaiserstuhl in Germania. A questo sono seguiti numerosi ritrovamenti di granati ricchi di titanio in molti siti in tutto il mondo e una discussione che dura ormai da più di 160 anni su cosa sia esattamente la schorlomite e come possa essere distinta dagli altri granati. Questo è stato fatto prima da diversi contenuti di titanio nella formula molecolare e successivamente riempiendo le varie posizioni della struttura del granato con ferro, titanio e silicio.
Nel 1933, Zedlitz si riferì ai granati contenenti più del 15% di biossido di titanio (TiO2) in peso come schorlomite, e nel 1962 Kukharenko e Bagdasarov proposero 0,75 apfu (atom per formula unit - atomo per unità di formula) di titanio come contenuto minimo di quel metallo per la schorlomite (~11% in peso), che fu rivisto da Howie e Woolley nel 1968 (0,5 apfu di titanio). Roberts e i suoi collaboratori andarono ancora oltre nel 1972 e non elencarono più la schorlomite nella loro "Enciclopedia dei Minerali", ma parlarono solo di "andradite contenente titanio".
La formula attualmente accettata per la schorlomite (Ca3Ti2Fe3+2SiO12) è stata proposta da Ito e Frondel nel 1967, mentre Rickwood ha definito il membro terminale della schorlomite senza Si nel 1968 (Ca3Ti2Fe3+2TiO12). Entrambe le formule determinano in quale stato di ossidazione si verificano il ferro (Fe3+) e il titanio (Ti4+) e in quale posizione reticolare del granato, anche se in modo diverso - informazioni che possono essere ottenute solo con grande sforzo analitico e difficilmente disponibili per nessuno dei granati conosciuti come schorlomite. Molte delle formule strutturali proposte in seguito sono più generali e descrivono cristalli misti senza impegnarsi in un termine finale specifico. Nel loro lavoro del 1982 sui minerali che formano le rocce, Deer, Howie e Zussman definirono la schorlomite come granato con più titanio che Fe3+ nella posizione Y ottaedrica. Anthony e i suoi collaboratori nell' "Handbook of Mineralogy" nel 1995 danno la formula della schorlomite come Ca3(Ti4+,Fe3+)2(Si,Fe3+)3O12 e Gaines et al. nella nuova mineralogia di Dana 1997 come Ca3(Ti4+,Fe3+,Al)2(Si,Fe3+,Fe2+)3O12.
Nel 1997, Rass e Dubrovinskii hanno proposto il nuovo membro finale Ca3Ti3+2Ti4+3O12 e Yakovenchuk et al. nel 1999 hanno messo in gioco un idro-granato Ti con la composizione Ca3(Ti4+,Fe2+)2[(SiO2)2(OH)4].
Nel 2005, Chakhmouradian e McCammon hanno definito la schorlomite come Ca3Ti4+2[Si3-x(Fe3+,Al,Fe2+)x]O12, prima che nel 2013 il gruppo di lavoro di Grew ristrutturasse il gruppo del granato e assegnasse alla schorlomite la composizione ideale Ca3Ti2Fe3+2SiO12 accettata oggi dall'IMA nel gruppo della schorlomite. Essi forniscono uno schema con il quale la distribuzione cationica può essere calcolata in assenza di una determinazione diretta della distribuzione cationica sulle posizioni reticolari della struttura del granato utilizzando la spettroscopia e la diffrazione dei raggi X e hanno scoperto che gran parte dei granati indicati come schorlomite si trovano nell'intervallo di composizione dell'andradite.
Nel 2016, Emanuela Schingaro e i suoi collaboratori hanno studiato la cristallochimica dei granati Ti-Fe, che sono schorlomite secondo lo schema di calcolo di Grew et al., e sono stati in grado di dimostrare che le loro composizioni si trovano anche nel campo dell'andradite. Dopo più di 160 anni di ricerca sui granati contenenti titanio e su numerosi membri terminali di cristalli misti, per lo più ipotetici, la valutazione di Roberts e dei suoi colleghi del 1972 è quasi confermata: la schorlomite è un importante componente cristallino misto nei granati di titanio, ma quasi non si trova in natura come minerale indipendente. Tra le poche eccezioni ci sono alcune analisi della schorlomite proveniente dalla località tipo di "Magnet Cove" nella regione di Hot Springs.

## Classificazione
L'attuale classificazione dell'Associazione Mineralogica Internazionale (IMA) include la schorlomite nel supergruppo del granato, dove forma il gruppo della schorlomite con 10 cariche positive sulla posizione reticolare coordinata tetraedrica insieme a kimzeyite, irinarassite, hutcheonite, kerimasite e toturite.
L'obsoleta, ma ancora in uso, 8ª edizione della sistematica minerale secondo Strunz elenca la schorlomite insieme ad almandino andradite, calderite, goldmanite, grossularia, henritermierite, hibschite, holtstamite, hydro-ugrandite, katoite, knorringite, majorite, morimotoite, piropo, spessartina, uvarovite, wadalite e yamatoite (non più accettata come minerale indipendente, in quanto identica alla momoiite) forma il "gruppo del granato" con il sistema nº VIII/A.08 che si trova nella sezione dei "nesosilicati".
Anche la 9ª edizione della sistematica minerale di Strunz, in vigore dal 2001, annovera la schorlomite nel "gruppo del granato" con il sistema nº 9.AD.25 all'interno della sottoclasse "9.A Nesosilicati"; questa è ulteriormente suddivisa in base all'eventuale presenza di altri anioni e alla coordinazione dei cationi coinvolti, in modo che il minerale venga classificato in base alla sua composizione nella suddivisione "9.AD Nesosilicati senza anioni aggiuntivi; cationi in coordinazione [6] e/o maggiore".
La sistematica dei minerali secondo Dana, utilizzata principalmente nel mondo anglosassone, classifica la schorlomite nella categoria dei "minerali nesosilicati"; la si trova nel "gruppo del granato (serie della schorlomite-kimzeyite)" con il sistema nº 51.04.03c all'interno della suddivisione "nesosilicati: gruppi SiO4 solo con cationi in coordinazione [6] e >[6]".

## Chimica
La schorlomite con la composizione del termine finale [X]Ca3 [Y]Ti2 [Z](Fe3+2Si)O12 è l'analogo del ferro della hutcheonite ([X]Ca3 [Y]Ti2 [Z](Al3+2Si)O12) e forma cristalli misti complessi, specialmente con l'andradite, secondo la reazione di scambio:
{\displaystyle {\ce {^{[Y]}Ti^{4+}\, +\, ^{[Z]}Fe^{3+}=\, ^{[Y]}Fe^{3+}\, +\, ^{[Z]}Si^{4+}}}}
e con la morimotoite secondo la reazione di scambio:
{\displaystyle {\ce {^{[Y]}Ti^{4+}\, +\, 2\, ^{[Z]}Fe^{3+}=\, ^{[Y]}Fe^{2+}\, +\, 2\, ^{[Z]}Si^{4+}}}}
e con la kerimasite sulla reazione
{\displaystyle {\ce {^{[Y]}Ti^{4+}=\, ^{[Y]}Zr^{4+}}}}
dove {\displaystyle {\ce {[X], [Y]}}} e {\displaystyle {\ce {[Z]}}} indicano le posizioni nella struttura del granato.
Per i granati schorlomitici della località tipo "Magnet Cove", sono fornite le seguenti composizioni empiriche:
- {\displaystyle \mathrm {^{[X]}(Ca_{2,790}Mn_{0,050}Fe_{0,237}^{2+}Mg_{0,180})\,^{[Y]}(Ti_{0,169}^{4+}Fe_{1,071}^{3+}Al_{0,532})\,^{[Z]}(Si_{2,254}Ti_{0,746}^{4+})O_{12}} }
- {\displaystyle \mathrm {^{[X]}(Ca_{2,790}Mn_{0,050}Fe_{0,148}^{2+}Mg_{0,012})\,^{[Y]}(Ti_{1,003}^{4+}Ti_{0,06}^{3+}Fe_{0,770}^{3+}Mg_{0,168}Fe_{0,029}^{2+}Mn_{0,026})\,^{[Z]}(Si_{2,254}Fe_{0,361}^{3+}Al_{0,385})O_{12}} }
- {\displaystyle \mathrm {^{[X]}(Ca_{2,915}Mn_{0,034}Fe_{0,031}^{2+}Na_{0,020})\,^{[Y]}(Ti_{1,054}^{4+}Zr_{0,065}^{4+}Fe_{0,530}^{3+}Mg_{0,158}Fe_{0,200}^{2+}Nb_{0,002})\,^{[Z]}(Si_{2,263}Fe_{0,580}^{3+}Al_{0,157})O_{12}} }
- {\displaystyle \mathrm {^{[X]}(Ca_{2,98}Mn_{0,01}Na_{0,01})\,^{[Y]}(Ti_{0,54}^{4+}Ti_{0,06}^{3+}Fe_{1,18}^{3+}Al_{0,09}Mg_{0,13})\,^{[Z]}(Si_{2,58}Fe_{0,28}^{3+}Al_{0,12}\Box _{0,02})O_{11,92}(OH)_{0,08}} }

Determinare la composizione dei granati Ti-Fe naturali è problematico sotto diversi aspetti. Da un lato, i cristalli sono solitamente molto disomogenei, suddivisi in zone e contengono inclusioni, il che complica tutte le indagini che richiedono quantità di campione maggiori (analisi chimiche umide, analisi della struttura cristallina, spettroscopia Mössbauer). I cristalli birifrangenti possono essere costituiti da aderenze submicroscopiche di diversi granati. Anche le analisi puntuali con una dimensione di pochi micrometri, come le microanalisi a fascio di elettroni, che costituiscono la maggior parte di tutte le analisi chimiche, dovrebbero essere interpretate con cautela in questo contesto se provengono da cristalli birifrangenti.
D'altra parte, gli elementi ferro (Fe) e titanio (Ti) possono presentarsi in diversi stati di ossidazione e in diverse posizioni della struttura del granato. In assenza di misure dirette degli stati di ossidazione del ferro (Fe2+, Fe3+) e del titanio (Ti3+, Ti4+), la loro determinazione viene effettuata matematicamente standardizzando le analisi a 8 cationi e 12 atomi di ossigeno. In questo caso, tutte le imprecisioni di misura si accumulano nei rapporti Fe2+/Fe3+ e Ti4+/Ti3+ calcolati. Anche la distribuzione alle diverse posizioni del reticolo è matematica, guidata dal confronto con altri minerali e da considerazioni di plausibilità cristallochimica; queste ipotesi si sono spesso rivelate imprecise. Nel complesso, ciò porta, ad esempio, a contenuti fittizi di Ti3+ o a un'errata distribuzione di titanio e ferro nelle posizioni del reticolo e, di conseguenza, a un'errata assegnazione dei nomi dei minerali (schorlomite invece di morimotoite o andradite).
Alcuni granati Ti-Fe provenienti da diversi depositi sono stati esaminati con la spettroscopia Mössbauer, che consente la differenziazione di diversi stati di ossidazione e posizioni reticolari del ferro. Gli spettri sono spesso complessi con forti sovrapposizioni dei singoli segnali e sono stati interpretati in modo diverso da diversi gruppi di lavoro per il Fe2+. Alcuni trovano prove di Fe2+ nella posizione Z tetraedrica, che è normalmente occupata da Si4+; questa interpretazione è supportata dagli spettri infrarossi. Altri gruppi di ricerca discutono "contro" il Fe2+ tetraedrico e interpretano lo stesso segnale come uno scambio di elettroni tra Fe2+ in posizione dodecaedrica (X) o in posizione ottaedrica (Y) e Fe3+ sulla posizione del tetraedro (Z). Un gruppo di ricerca cinese vede entrambe le reazioni di scambio di elettroni fianco a fianco nei loro spettri Mössbauer.
Lo stato di ossidazione e la distribuzione spaziale del titanio nel granato sono stati raramente determinati direttamente. Le prime considerazioni ipotizzano la presenza di Ti4+ nella posizione Z tetraedrica e di Ti3+ nella posizione Y ottaedrica. Gli spettri di assorbimento vicino al bordo dei raggi X del titanio nel granato, d'altra parte, dimostrano che il titanio è incorporato esclusivamente nella posizione Y ottaedrica e non danno alcuna indicazione di Ti3+. Le fugacità dell'ossigeno nella crosta terrestre sono, con poche eccezioni, troppo alte per il Ti3+ e livelli significativi di Ti3+ nel granato sono assunti solo per i granati di origine meteoritica (come l'eringaite).

## Abito cristallino
La schorlomite cristallizza nel sistema cubico nel gruppo spaziale Ia3d (gruppo nº 230) con 8 unità di formula per cella unitaria. Il cristallo misto naturale della località tipo ha il parametro reticolare a = 12,187 Å.
La struttura cristallina è quella del granato. Il calcio (Ca2+) occupa le posizioni X, che sono dodecaedriche circondate da 8 ioni ossigeno, il titanio (Ti4+) occupa la posizione Y, che è ottaedrica circondata da 6 ioni ossigeno, e la posizione Z, che è tetraedrica circondata da 4 ioni ossigeno, è occupata dal ferro (Fe3+) e dal silicio (Si4+).

## Origine e giacitura
I ritrovamenti sono stati descritti da rocce magmatiche basiche, carbonatiti e rocce silicatiche calcaree metamorfiche di contatto e skarn. Oltre alla sua località tipo, il complesso carbonatitico di "Magnet Cove" nella contea di Hot Spring, in Arkansas, circa 60 altri siti sono stati documentati per la schorlomite in tutto il mondo. Molti dei granati indicati come schorlomite sono, in senso stretto, titanio e andradite (melanite). Una composizione di schorlomite ha potuto essere confermata solo per pochissimi campioni utilizzando analisi molto complesse.

### Complessi di carbonatite
I granati ricchi di schorlomite di origine magmatica si trovano in tutto il mondo nelle carbonatiti e nelle magmatiti basiche e ultrabasiche ricche di alcali che le accompagnano.
La località tipo della schorlomite è il complesso di "Magnet Cove". Lì, la schorlomite si trova nell'ijolite, associata a clinopirosseno ricco di diopside, biotite, cancrinite, natrolite, calcite, apatite, magnetite, perovskite e thomsonite-Ca. Simili sono i depositi di ijolite di Iivaara (Ijola) nella regione di Kuusamo, nell'Ostrobotnia Settentrionale, in Finlandia.
Nella melteigite dell'"Ice River Alkali Complex" nella Columbia Britannica (Canada), un granato ricco di schorlomite si trova insieme a diopside, calcite, nefelina, apatite e pirite.
Nella silico-carbonatite del complesso "Afrikanda" sulla penisola di Kola, nell'Oblast' di Murmansk del Circondario federale nordoccidentale, il granato ricco di schorlomite si trova associato a magnesio-hastingsite, calcite, magnetite, perovskite, titanite, clinocloro e vari minerali di zirconio.
Nella carbonatite di Polino, nella provincia di Terni (Umbria), l'andradite schorlomitica si trova insieme all'olivina ricca di forsterite, flogopite, monticellite, a perovskite contenente torio e apatite, in una matrice di calcite finemente cristallina.
In Germania, il minerale è stato trovato in tufi fonolitici e nelle vene del Kaiserstuhl, ad esempio vicino a Oberrotweil nel Baden-Württemberg, siti noti dalla fine del XIX secolo.

### Kimberlite
I granati Ti-Fe con fino al 90% mol% di schorlomite (calcolato da analisi chimiche) sono stati trovati nelle kimberliti del campo di kimberlite di Wajrakarur nel distretto di Anantapur, nell'Andhra Pradesh, in India. Si trovano nella massa basica delle kimberliti di tipo II e probabilmente si formano durante la fase tardiva di cristallizzazione nella reazione degli spinelli con soluzioni magmatiche residue. Depositi comparabili possono essere trovati sul cratone del Kaapvaal in Sudafrica.

### Skarn e xenoliti da metamorfismo di contatto
La maggior parte dei siti tedeschi in cui si trovano granati ricchi di schorlomite si trovano nell'Eifel. Qui, le andraditi ricche di titanio si trovano in xenoliti ricchi di calcio nei basalti alcalini.
Nelle inclusioni di rocce silicatiche calcaree del gabbro nella valle di Radau, nella catena dell'Harz, i granati schorlomitici sono stati descritti già all'inizio del XX secolo.
A Flekkeren, nel comune di Skien nel Telemark, in Norvegia, c'è un lastrone di silicato calcareo spesso 100 m racchiuso nella larvikite, da cui è stato modificato metamorficamente per contatto a 820-870 °C e bassa pressione. Qui, il granato schorlomitico si trova insieme a wollastonite, augite, K-feldspato e scapolite. Nelle aree contenenti calcite, vengono aggiunte flogopite e melilite.
Una paragenesi simile può essere trovata, ad esempio, nel giacimento minerario di Zvezdel-Pcheloyad nei Rodopi orientali, in Bulgaria. Qui, l'andradite ricca di titanio si trova insieme a clinopirosseno, wollastonite, plagioclasio e calcite, quarzo, epidoto, prehnite, melilite, clorite, thaumasite e zeoliti in xenoliti skarn in monzonite.

## Forma in cui si presenta in natura
La schorlomite forma cristalli traslucidi, da arancio-marrone a neri, spesso rombodecaedrici con lucentezza vitrea o leggermente metallica, che possono crescere fino a una dimensione di pochi centimetri. Il colore diventa più intenso all'aumentare del contenuto di titanio. All'aumentare del contenuto di Fe2+, il colore cambia dal giallo al viola-rossastro scuro e i cristalli appaiono quindi neri opachi con una lucentezza quasi metallica. I cristalli mostrano spesso una zonazione complessa e ritmica, così come una zonazione settoriale. Anche i cristalli che appaiono microscopicamente uniformi possono essere aderenze di due o tre granati che possono essere distinti dai raggi X. A causa delle distorsioni associate del reticolo cristallino, questi granati sono otticamente birifrangenti.